# Уэлч, Дентон
Морис Дентон Уэлч (англ. Maurice Denton Welch; 29 марта 1915[…], Шанхай, Цзянсу — 30 декабря 1948, Кент) — английский писатель

 и художник.

## Биография
Уэлч родился в Шанхае (Китай) в семье у Артура Джозефа Уэлча, богатого английского торговца резиной, и его американской жены Розалинд Бассетт. Детство провел в Китае — воспоминания об этом имеются в частично вымышленной автобиографии Maiden Voyage (1943). При покровительстве Эдит Ситуэлл и Джона Лемана автобиография пользовалась долгим успехом и обеспечила автору внимание и признание. Следующий роман Уэлча, In Youth is Pleasure, вышел в 1944 году. Он был посвящён исследованию подросткового возраста. Герберт Рид, обеспечивший выход книги в издательстве Faber and Faber, был рад опубликовать книгу, высоко оценил её, но предупредил Уэлча, что многие найдут её героя извращенным и неприятным. В 1949 году вышел сборник рассказов Уэлча Brave and Cruel. В 1950 году посмертно был опубликован незаконченный автобиографический роман A Voice Through a Cloud.
Уэлч не собирался быть писателем. Покинув школу в Рептоне, он изучал живопись в Голдсмитском колледже в Лондоне и намеревался стать художником. В возрасте 20 лет он попал под машину во время прогулки на велосипеде и получил перелом позвоночника. Хотя травма не привела к параличу, Уэлч страдал от сильной боли и осложнений, включая туберкулёз позвоночника, что в конечном итоге привело к его ранней смерти.
Уэлч создавал яркие и точные литературные описания, включая проницательные портреты друзей и детально проработанные пейзажи английской деревни во время Второй мировой войны. Пристальное внимание к эстетике, будь то поведение человека, его внешность, одежда; искусство, архитектура, ювелирные изделия или антиквариат, постоянно присутствует в литературных произведениях Уэлча. Среди небольших работ Уэлча было эссе о художнике Уолтере Сикерте, впервые опубликованное в Horizon и привлёкшее внимание Эдит Ситуэлл. Он продолжал время от времени рисовать; в Национальной портретной галерее хранится автопортрет Уэлча, а в ранних изданиях книг имеется несколько замысловатых иллюстраций, выполненных автором.
Уильям С. Берроуз назвал Уэлча писателем, который больше всего повлиял на его собственную работу и посвятил ему свой роман 1983 года «Пространство мёртвых дорог». Он ставил Уэлча в пример молодым писателям, которым «не о чем писать»: «Уэлч может написать целую главу на основе похода на чай или покупки табакерки».

## Сочинения
- Maiden Voyage (London: Hamish Hamilton, 1943), ISBN 0-241-02376-90-241-02376-9. (Exact Change, 1999), ISBN 1-878972-28-61-878972-28-6.
- Brave and Cruel and Other Stories (London: Hamish Hamilton, 1948).
- A Voice Through a Cloud (London: J. Lehmann, 1950). (London: Enitharmon Press, 2004), ISBN 1-904634-06-01-904634-06-0.
- A Last Sheaf (London: John Lehmann, 1951).
- The Denton Welch Journals (London: Hamish Hamilton, 1973). As The Journals of Denton Welch (London: Allison & Busby, 1984).
- Dumb Instrument (London: Enitharmon Press, 1976).
- I Left My Grandfather’s House (Allison & Busby, 1984; London: Enitharmon Press, 2006), ISBN 1-904634-28-11-904634-28-1.
- In Youth is Pleasure (New York: E.P. Dutton, 1985), ISBN 0-525-48161-30-525-48161-3.
- Where Nothing Sleeps: The Complete Short Stories and Other Related Works (North Yorkshire: Tartarus Press, 2005), ISBN 978-1-872621-94-4978-1-872621-94-4.
- A Lunch Appointment (Elysium Press, 1993)
- When I was an Art Student (Elysium Press, 1998)

## Галерея

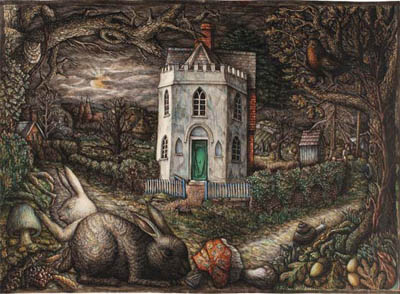
The Coffin House (1946)
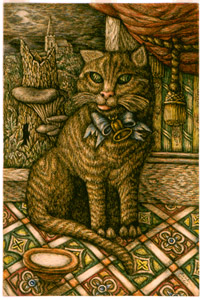
Cat Waiting For Its Master (1935—1948)
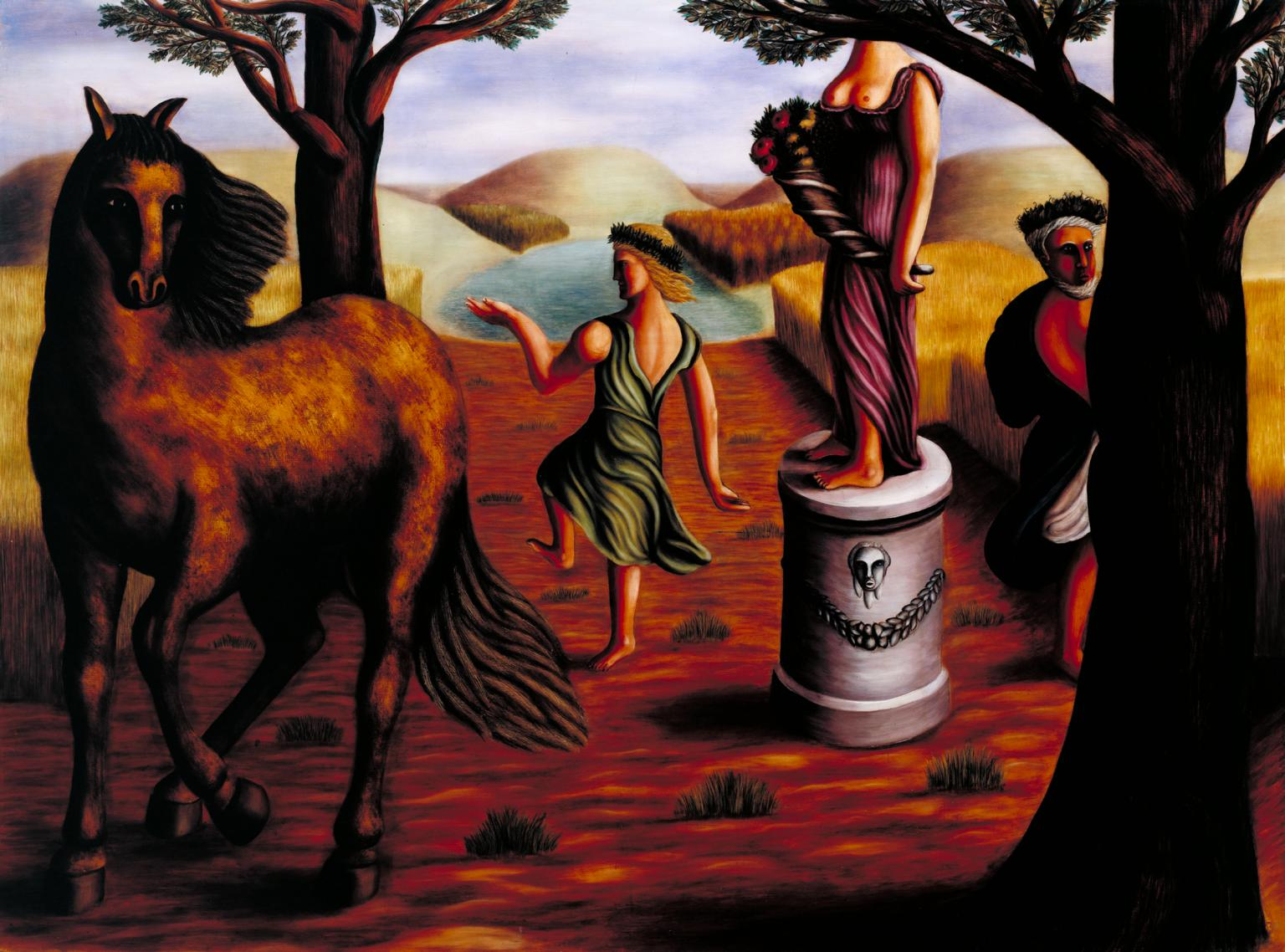
Harvest (ок. 1940)
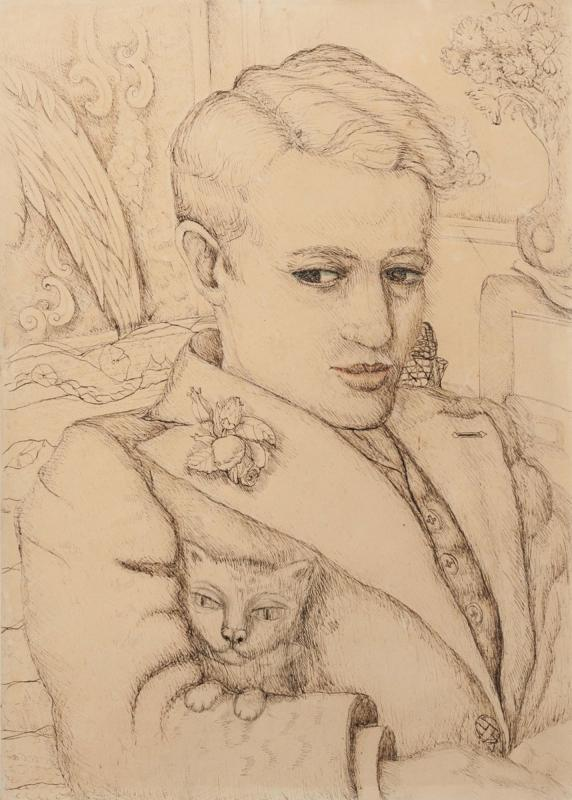
Автопортрет с кошкой
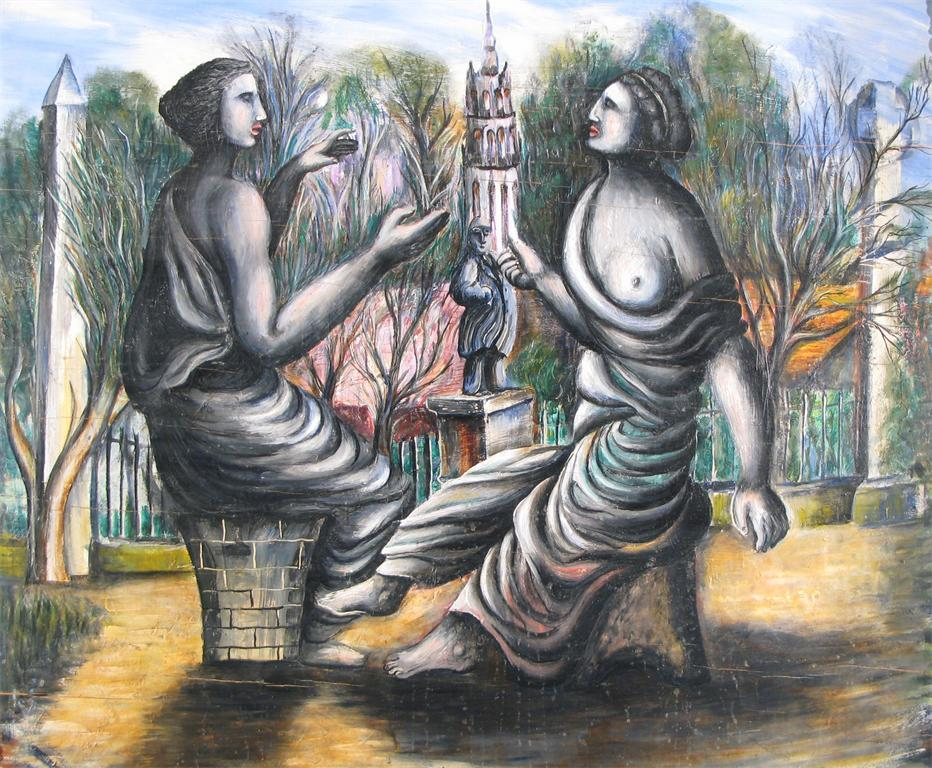
The Debate (1935)
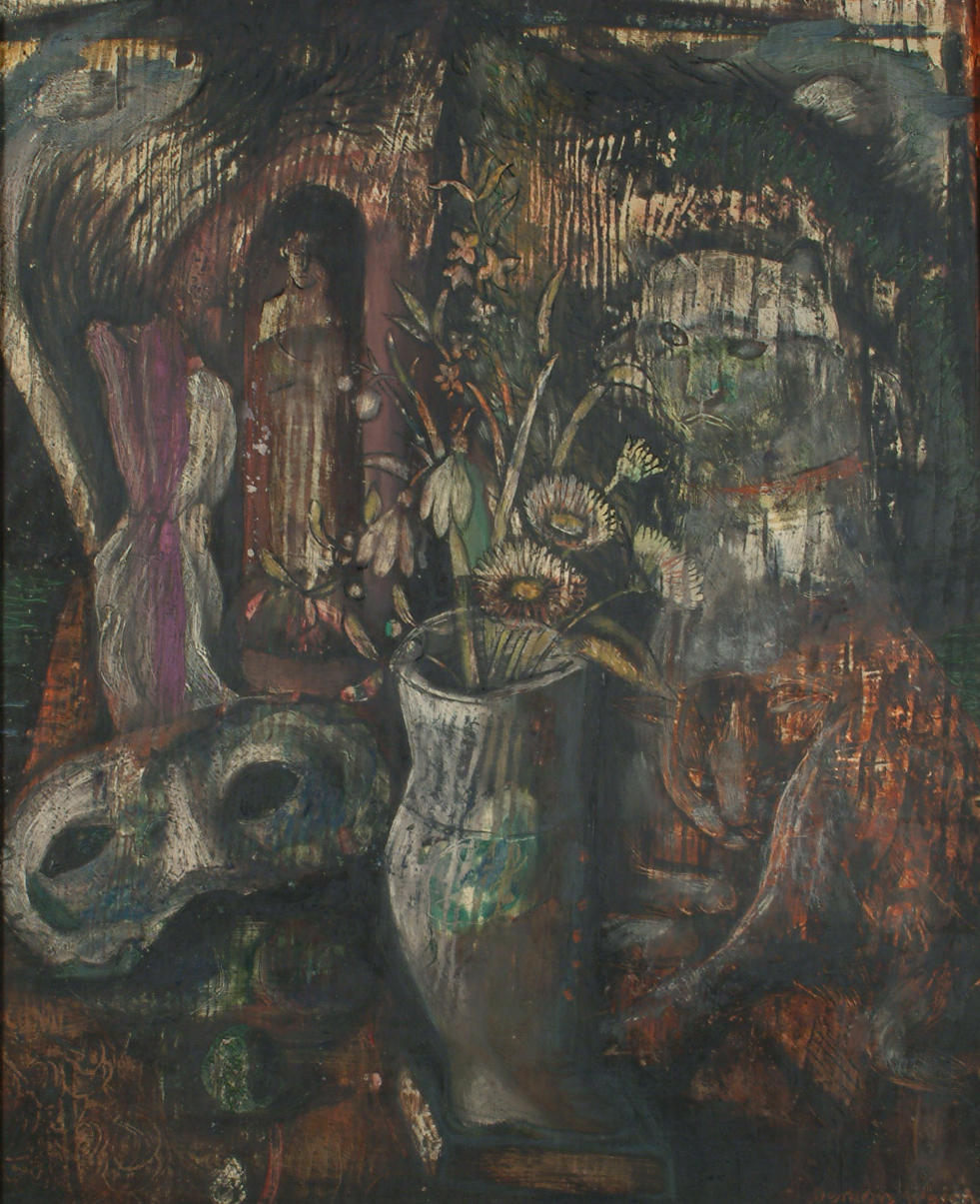
Натюрморт с цветами и кошками